# 離婚届
離婚届（りこんとどけ）は、正式には離婚届書（りこんとどけしょ）といい、法務省の地方支分部局である法務局の戸籍課が管轄する行政機関への書類である。

## 法的根拠
手続き根拠としては戸籍法（以下「法」）第76条～第77条の2に規定されている。

## 手続き
協議離婚、裁判離婚の場合とも届出は夫婦の本籍地または所在地（現住所）ですることができる（法第25条）が、夫婦の本籍地以外の役場でする際は、戸籍謄本（または戸籍の全部事項証明書）を添付しなければならない。
離婚届は24時間365日受付が可能である。ただし、夜間及び休日等は担当職員が不在である場合が多いため、通用口にいる警備員・守衛等に預ける形となる。

### 協議離婚
法律婚をしていた夫婦が協議離婚する場合、夫婦両名の署名をしなければならないほか、成年の証人2名による署名が必要となる。
夫婦の間に未成年の子がある場合、それぞれの子について、夫婦だった者のどちらの親権に服するかを記載しなければならない（法第76条第1号）。

### 裁判離婚
家庭裁判所の調停・審判・判決によって離婚する場合は、届出書のほかに調停の調書・審判書・判決書の謄本も併せて提出しなければならない（法第77条による法第63条の準用）。届出は、これらの成立または確定の日から10日以内に行うものとされており、届出書に成立・確定の日を記載しなければならない。裁判離婚の場合、証人による届出書への署名は必要ない。
夫婦の間に未成年の子がある場合、親権者と定められた者の氏名と、その親権に服する子の氏名を記載しなければならない（法第77条第1項）。

### 未成年の子の戸籍・姓
未成年者の子はどちらが親権者となったかに関わらず元の戸籍にそのまま残る。子を筆頭者でなかった方（配偶者）の戸籍に入れ改姓するためには、家庭裁判所に「子の氏の変更許可」を申し立て、許可を受けた上で、市区町村役場で入籍の手続をする必要がある。
なお、再度変更する場合も同様の手続が必要となるが、未成年時に手続をした人は成年に達して1年以内であれば市区町村で入籍届を出すのみ手続できる。

## 離婚後に称する氏
婚姻に際して氏を改めた者については、離婚後に元の（多くは両親の）戸籍に戻るか、新しい戸籍が作られ、元の氏を名乗ることになる（民法第767条）。ただし、子供がいる場合と従前戸籍が既に除籍となっている場合（在籍者がいない戸籍）には戻れないため、新しい戸籍を作ることになる。
また、離婚の日から3ヶ月以内に「戸籍法77条の2の届（通称「離婚の際に称していた氏を称する届」）」を提出することにより、婚姻中に名乗っていた氏を名乗りつづけることができる（法第77条の2）。なお、この届は、離婚届と同時に提出することも可能である。
ただし、離婚後3ヶ月以内に届出をしなかったり、法77条の2の届出をした後に婚姻前の氏に戻したりしようとする場合は、氏の変更届を届けることにより、法第107条に定める「家庭裁判所による氏の変更の許可」を得なければならなくなる。

## ネットでの転売
離婚届がインターネットオークションやフリマアプリで数百円で出品されて落札される事例が2017年に報道されている。離婚届の様式は全国共通であり、離婚届は役所に行けば無料で貰えるが、「役所の開いている時間に取りに行けない人」「役所まで取りに行くのが面倒な人」「役所まで行く交通費より落札した方が安上がりな人」「離婚の検討を他人に知られたくない人」の需要があるとされている。
なお、北海道札幌市や茨城県鹿嶋市など一部自治体が実施しているダウンロードサービスを利用すれば、自宅に居ながら離婚届を手に入れることは可能である。